# Jarin
Jarin (arab. يارين) – wieś położona w jednostce administracyjnej Kada Tyr, w Dystrykcie Południowym w Libanie.

## Położenie
Wioska Jarin jest położona na wysokości 420 metrów n.p.m. na północnych zboczach masywu góry Har Manor (600 m n.p.m.), którym przebiega granica libańsko-izraelska. Okoliczne wzgórza są w większości zalesione. Teren opada w kierunku północno-zachodnim ku wybrzeżu Morza Śródziemnego. W otoczeniu Jarin leżą wioski Zahajra, Tajr Harfa, Al-Dżibbajn, Az-Zallutijja i Al-Bustan. Po stronie izraelskiej są położone moszaw Szomera, wioska komunalna Gornot ha-Galil oraz arabska wioska Aramisza.

## Gospodarka
Lokalna gospodarka opiera się na rolnictwie.